# Carmelo Simeone
Carmelo Simeone (Ciudadela, Provincia de Buenos Aires, 22 de septiembre de 1934-Ciudadela, 11 de octubre de 2014), conocido por su apodo «Cholo» fue un futbolista argentino que se desempeñaba en la posición de lateral derecho.
Surgido de las inferiores del Club Atlético Vélez Sarsfield, arribó al Club Atlético Boca Juniors en el año 1962, mismo año en el cual se consagraría campeón del Campeonato de Primera División de 1962. Ese no sería el único título que conseguiría con la institución «xeneize», ya que también lograría el bicampeonato obtenido por los Campeonato de Primera División de 1964 y el Campeonato de Primera División de 1965.
Se destacaba por su entrega y por ser un férreo defensor, pero contaba con poca técnica. Pese a no ser un futbolista muy elegante, logró ganarse el respeto de los aficionados de Boca y es considerado uno de los mejores defensores del club en la década de 1960.
Fue internacional con la Selección de Fútbol de Argentina, con la cual obtendría la Copa América 1959.
No tiene ningún parentesco y no debe ser confundido con su homónimo de apodo y apellido, Diego “Cholo” Simeone.
Falleció en el año 2014 a la edad de 80 años.

## Biografía

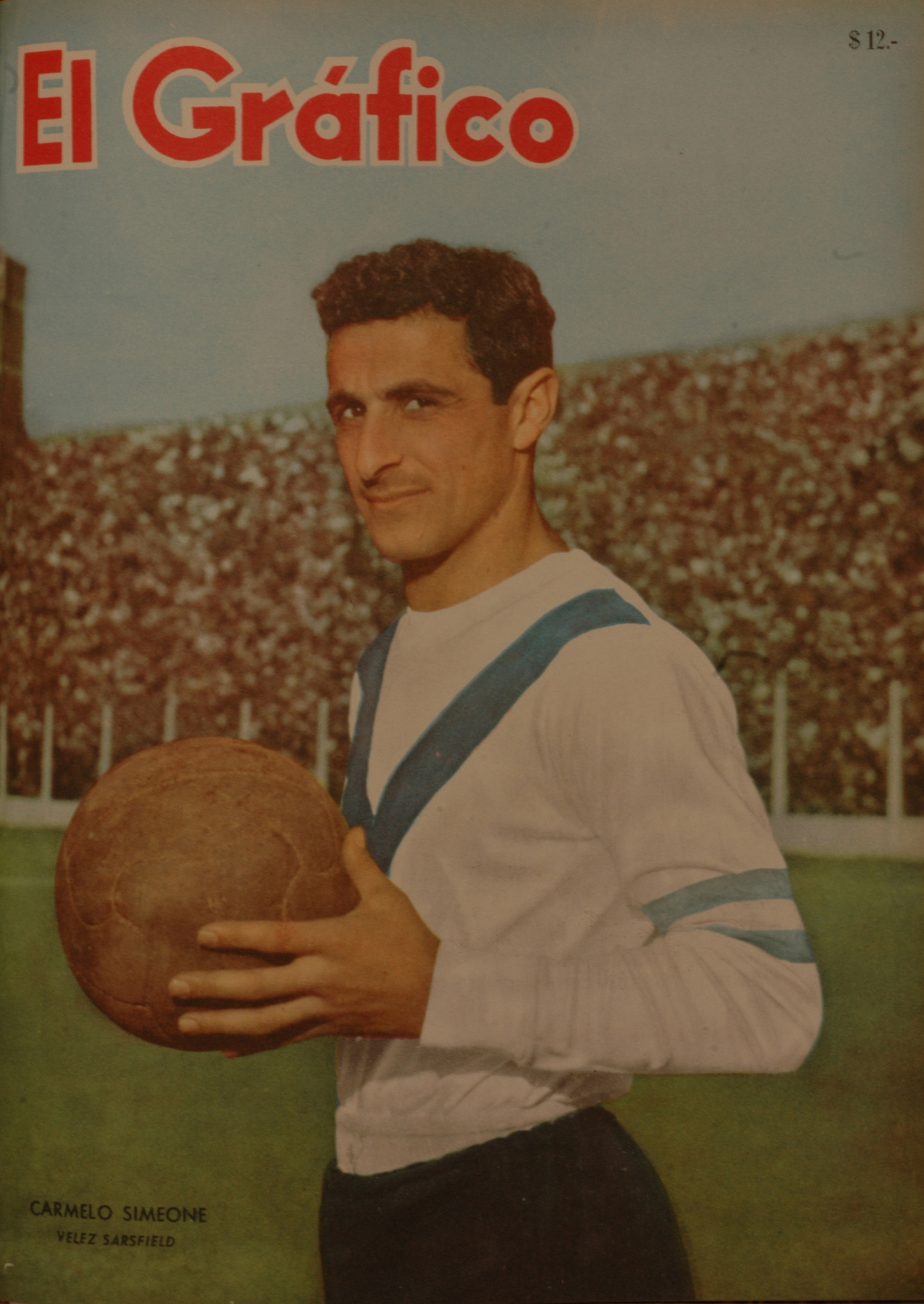
Carmelo en 1961.

Nació en Ciudadela, provincia de Buenos Aires, el 22 de septiembre de 1934.
Su debut como futbolista fue en 1955 en Vélez Sársfield. Jugó en ese club hasta 1961 y al otro año paso a las filas de Boca Juniors donde obtuvo 3 títulos locales (Campeonatos 1962, 1964 y 1965). 
De mucha entrega y poca técnica, fue fundamental en la defensa de Boca, impidiendo por su sector cualquier avance del contrario. 
Debutó con la Selección Nacional el 7 de marzo de 1959 en un partido ante Chile (6-1) por el Campeonato Sudamericano. En 1966 fue convocado para disputar la Copa Mundial con la Selección Argentina. 
En 1967 dejó el club 'Xeneize' para jugar en Sportivo Belgrano, en donde se retiró. 
Falleció el 11 de octubre de 2014.
Estaba casado y tenía dos hijas.

## Clubes
| Club              | País      | Año       |
| ----------------- | --------- | --------- |
| Vélez Sarsfield   | Argentina | 1955-1961 |
| Boca Juniors      | Argentina | 1962-1967 |
| Sportivo Belgrano | Argentina | 1968-1970 |

## Palmarés

### Campeonatos nacionales
| Título           | Club         | País      | Año  |
| ---------------- | ------------ | --------- | ---- |
| Primera División | Boca Juniors | Argentina | 1962 |
| Primera División | Boca Juniors | Argentina | 1963 |
| Primera División | Boca Juniors | Argentina | 1965 |

### Campeonatos internacionales
| Título               | Selección           | Sede final | Año  |
| -------------------- | ------------------- | ---------- | ---- |
| Copa América         | Selección Argentina | Argentina  | 1959 |
| Copa de las Naciones | Selección Argentina | Brasil     | 1964 |